# 花沢健吾
花沢 健吾（はなさわ けんご、1974年1月5日 - ）は、日本の漫画家。青森県八戸市出身、東京都在住。既婚。妻はアシスタント兼漫画家の岡本ジュリー。

## 経歴
- 青森県立八戸南高校[2]卒業後、大学受験にすべて失敗し、家族とともに上京。コンピューター関係の専門学校に進学し、プログラムを学ぶ[3]。印刷会社に就職し、3年間勤務した後、魚戸おさむのアシスタントを経験。
- 2004年に『ルサンチマン』（『ビッグコミックスピリッツ』）でデビュー[1]。同作にて2006年、第5回（2005年度）センス・オブ・ジェンダー賞話題賞を受賞[4]。
- 過去に「花澤健吾」と「花沢けんご」の2種類のペンネームで短編を発表している。
- 『ボーイズ・オン・ザ・ラン』と『アイアムアヒーロー』と『アンダーニンジャ』は実写映画化された。
- 『ビッグコミックスピリッツ増刊Casual』にて『なで☆シコ』を不定期で連載していた。
- 2012年（平成24年）2月には『アイアムアヒーロー』が第58回（平成24年度）『小学館漫画賞』一般向け部門受賞をする。
- 2013年6月26日放送の『ニノさん』にて、ビッグコミックスピリッツの担当編集者とともにスタジオ出演。
- 2018年7月、『週刊ヤングマガジン』にて『アンダーニンジャ』、『ビッグコミックスペリオール』にて『たかが黄昏れ』を2誌同時に連載中だったが、後者は1巻が出た後に休載となり、連載再開の目処は立っていない[5]。
- 2021年9月、『アンダーニンジャ』のアニメ化が発表された[6]。花沢作品では初のアニメ化となる。2023年10月よりTBSテレビにて放送（全12話）。

## 作風
- いわゆる「非モテ」もしくは「ヘタレ」のさえない平凡な青年を主人公としている。
- 花沢は「今の日本って女尊男卑じゃないですか。女性専用のスパゲッティ屋ができたとか聞くと、最悪にムカつきますね。男性が優遇されまくっている逆転した世界みたいなものを描いてみたいですね[7]」と述べており、『なで☆シコ』においては、女性に兵役が課せられる一方で、男性は20歳で年金を受給するなど、「男性が優遇されまくっている逆転した世界」が徹底的に描かれている。
- 非モテ独身男を主人公に据えながら、花沢自身は既婚者である。妻である岡本ジュリーは花沢健吾を描いたコミックエッセイ『アシ妻物語』を描いているが、『私が弱音を吐くと、すぐ自分と比べる。岡本「私、今37時間起きてんですよ…あなたは仮眠したかもしれないですけどね」』などと妻が家事をしながら、アシスタントとして酷使されている。同作でブラック企業の経営者のように我儘な花沢の言動を読めるが、「非モテ独身男」の作風のイメージを裏切らないよう、花沢が既婚者である事はあまり公に語られない。
- 新井英樹をリスペクトしており、同著者の『宮本から君へ』の愛蔵版発売に際しては、2巻の帯に、「僕にとって聖書みたいなもんである」という内容のコメントを寄せている。

## 作品

### 漫画

#### 連載作品
- ルサンチマン（2004年 - 2005年、ビッグコミックスピリッツ、小学館）
- ボーイズ・オン・ザ・ラン（2005年 - 2008年、ビッグコミックスピリッツ、小学館）
- アイアムアヒーロー（2009年 - 2017年、2021年[8]、ビッグコミックスピリッツ、小学館）
- アンダーニンジャ（2018年 - 連載中、週刊ヤングマガジン、講談社）
- たかが黄昏れ（2018年 - 連載中、ビッグコミックスペリオール、小学館）

#### 短編作品ほか
○の作品は2012年刊の短編集『特火点 花沢健吾短篇集』（ビッグコミックススペシャル、小学館）に収録。
- 墓穴（1997年、未発表）◯
- 退屈な月（1999年、週刊ヤングサンデー、小学館）◯
- ジョニィからの伝言(2000年、週刊ビッグコミックスピリッツ増刊 manpuku!、小学館)◯
- ラウンドガール(2003年、ビッグコミックスピリッツ、小学館)◯
- なで☆シコ（2007年、ビッグコミックスピリッツ増刊Casual、小学館）◯
- チンパー（2009年、モーニング、講談社）全3話　◯
- 人生かやの外(仮)（2012年、『特火点 花沢健吾短篇集』描き下ろし、小学館）◯
- 秋桜(コスモス)（2013年、もっと！vol.2、秋田書店）
- もぐら（2013年、もっと！vol.3、秋田書店）
- 鉄と蕗の薹（2013年、もっと！vol.4、秋田書店）2016年、『花沢健吾:ヒーローなき世界を生きる (文藝別冊/KAWADE夢ムック)』にて再録[9]
- 未来リフォーム（2013年、もっと！vol.6、秋田書店）同上
- 俺は運がよかっただけだった（2016年、花沢健吾:ヒーローなき世界を生きる (文藝別冊/KAWADE夢ムック)、河出書房新社）
- 父のこと（2018年、漫画アクション9号、双葉社）
- タイトル不明[10]（2018年、ビッグコミックスピリッツ48号、小学館）スピリッツ通巻2000号記念作品[11]
- 整霊師（2021年、グランドジャンプ19号、集英社）

#### 原作担当作品
- アイアムアヒーロー in OSAKA（2015年、やわらかスピリッツ、小学館）作画、本田優貴。
- アイアムアヒーロー in IBARAKI（2016年 - 、やわらかスピリッツ、小学館）作画、富士沢一矢。
- アイアムアヒーロー in NAGASAKI（2016年 - 、やわらかスピリッツ、小学館）作画、にしだけんすけ。

### 挿絵・イラスト
- モダンタイムス（伊坂幸太郎著、モーニング、講談社）挿絵[12]
- 電波男（本田透著、三才ブックス）カバーイラスト
- 生きさせろ! 難民化する若者たち（雨宮処凛著、太田出版）カバーイラスト
- 蘇える変態（星野源著、マガジンハウス）挿絵

## メディア出演
- ニノさん（2013年6月26日、日本テレビ）
- 漫道コバヤシ（2014年3月15日、2024年7月22日、フジテレビONE）[13]
- 浦沢直樹の漫勉（2016年3月10日、NHK Eテレ） - 『アイアムアヒーロー』の製作過程を収録した画像を見ながら、浦沢と対談した。岡本ジュリーも登場した。
- ナカイの窓（2016年10月19日、日本テレビ）
- 川島・山内のマンガ沼（2021年9月3日・10日、読売テレビ）

## 関連人物
- 岡本ジュリー - 花沢の妻でありアシスタント。その目線から描いたコミックエッセイ「アシ妻物語」（マッグガーデン刊）全2冊がある。
- 本田透
- 浅野いにお - 花沢とは親交関係を持つ人物。近年の作風において、花沢と共通する作画を指向している。